# Rödviolett skogsfly

Rödviolett skogsfly, Cerastis rubricosa, är en fjärilsart som beskrevs av Michael Denis och Ignaz Schiffermüller, 1775. Rödviolett skogsfly ingår i släktet Cerastis och familjen nattflyn, Noctuidae. Arten  har livskraftiga, LC, populationer i både Sverige och Finland. arten är vanlig i båda länderna och saknas bara i nordligaste Sverige. Inga underarter finns listade i Catalogue of Life.

## Bildgalleri

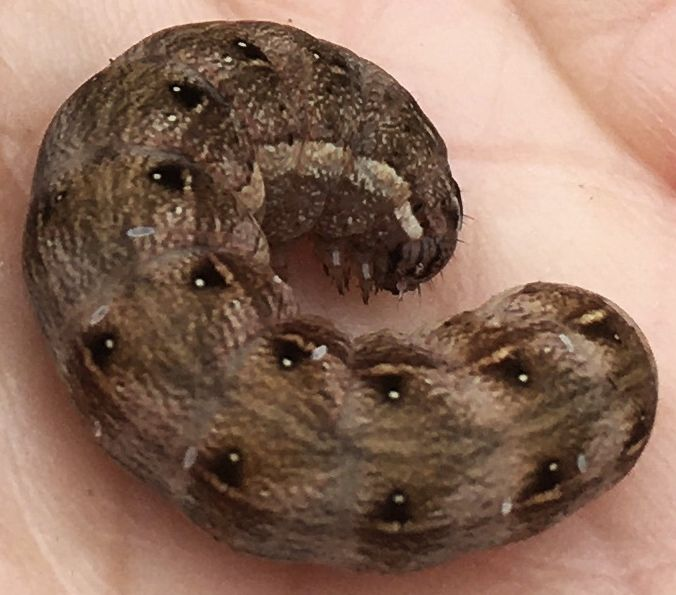
Yngre larv av rödviolett skogsfly
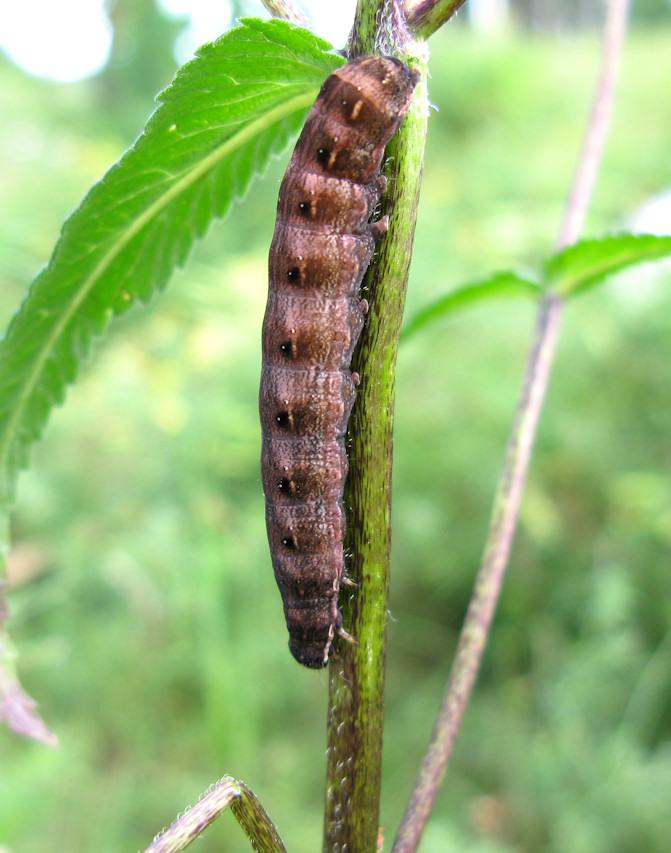
Äldre larv av rödviolett skogsfly
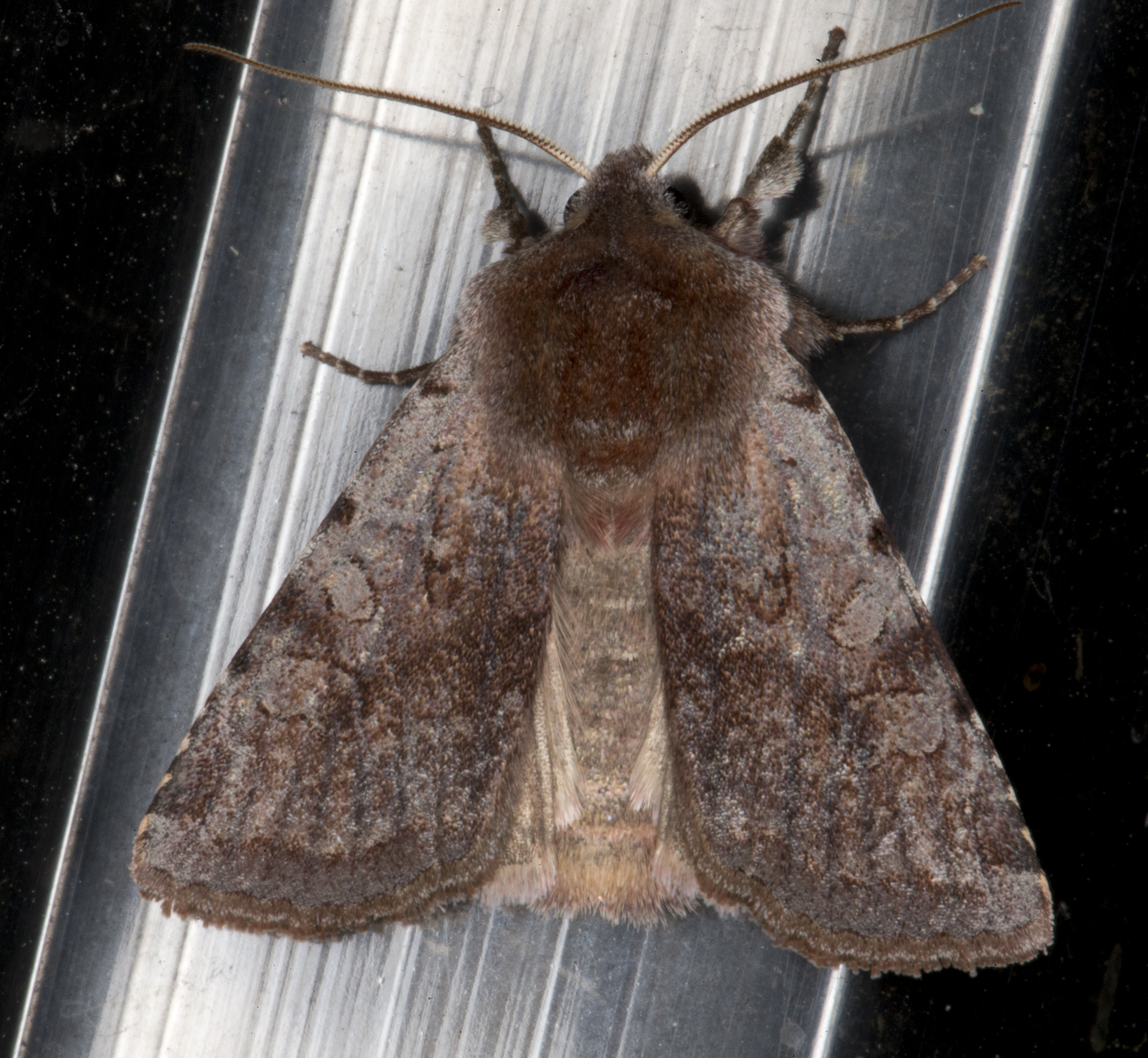
Imago fjäril
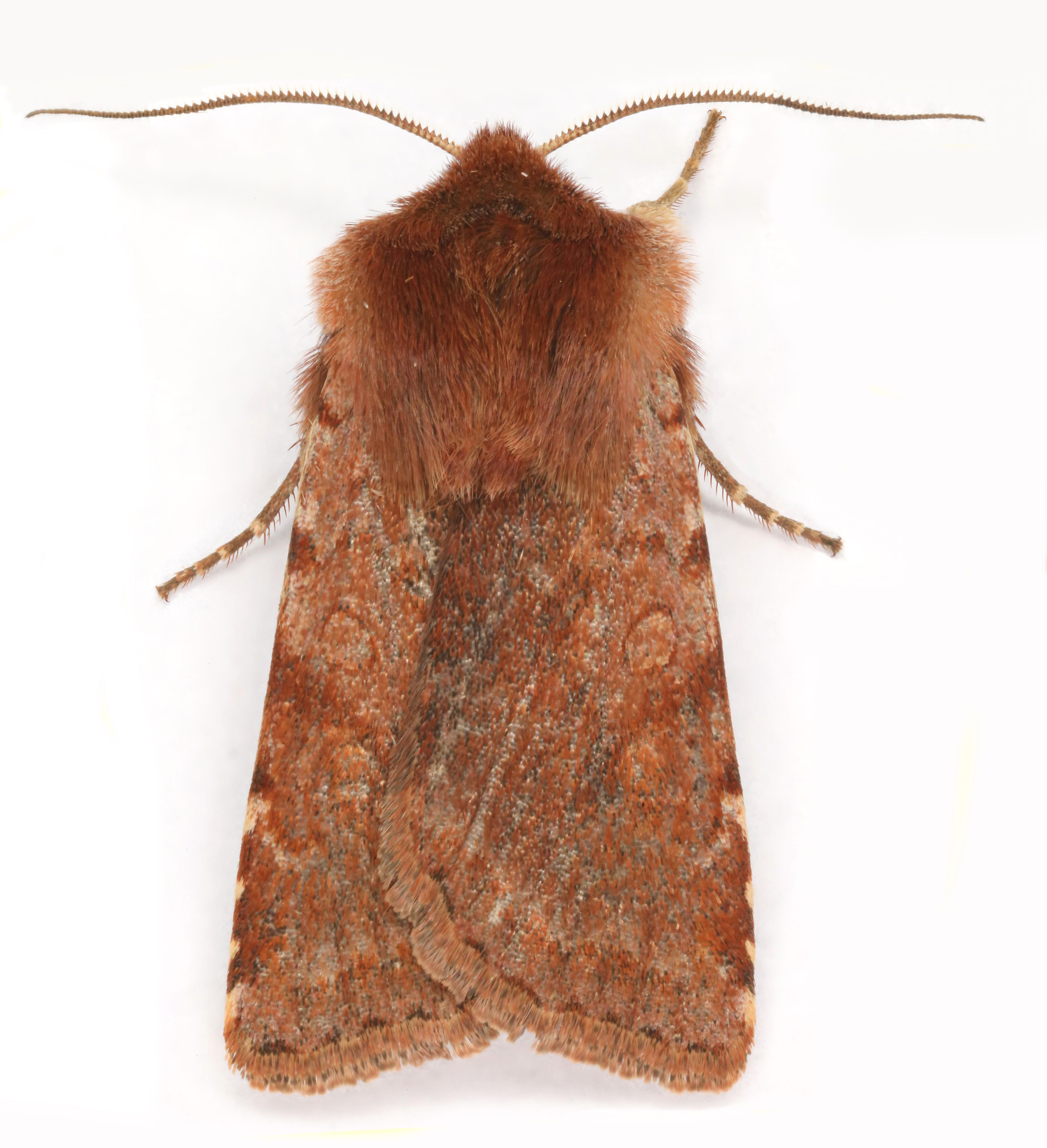
Imago fjäril
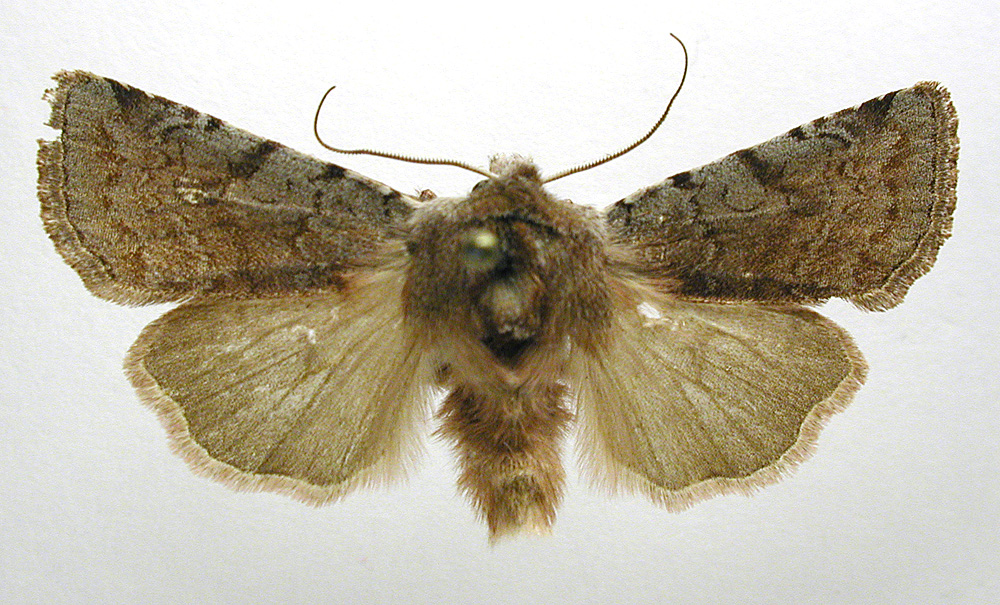
Preparerad (uppnålad) imago fjäril